# The Wolf of Gubbio (Peabody)
The Wolf of Gubbio – sztuka teatralna amerykańskiej poetki i dramatopisarki Josephine Preston Peabody, opublikowana w 1913 w Bostonie nakładem Houghton Mifflin Company. Utwór, jak zaznaczono w podtytule, jest komedią w trzech aktach. Opowiada jedną z legend o św. Franciszku z Asyżu, który w tradycji Kościoła rzymskokatolickiego został zapamiętany jako ten, który rozmawia ze zwierzętami. Sztuka została opatrzona dedykacją dla dwóch panów Lionelów: To Lionel, my little son and Lionel his father. Rzecz dzieje się w mieście Gubbio i jego okolicach. Głównymi bohaterami są tytułowy Wilk i św. Franciszek, który go obłaskawił. Sztuka jest napisana wierszem, rymowanym i białym, i prozą.